# 毛呂駅
毛呂駅（もろえき）は、埼玉県入間郡毛呂山町大字岩井にある、東日本旅客鉄道（JR東日本）八高線の駅である。
八高線の当駅以北は高崎支社管轄であり、隣駅の高麗川駅以南は八王子支社管轄となる。

## 歴史
- 1933年（昭和8年）4月15日：鉄道省八高線東飯能駅 - 越生駅間開通時に開設[1]。旅客・貨物取扱開始（一般駅）[2]。
- 1974年（昭和49年）4月5日：貨物取扱廃止[2]。
- 1984年（昭和59年）2月1日：荷物扱い廃止[2]。
- 1987年（昭和62年）4月1日：国鉄分割民営化に伴い、東日本旅客鉄道（JR東日本）の駅となる[2]。
- 2002年（平成14年）2月8日：ICカード「Suica」の利用が可能となる[3][4]。
- 2019年（平成31年・令和元年）
  - 3月4日：みどりの窓口営業終了[5]。
  - 8月1日：業務委託駅化。

## 駅構造
相対式ホーム2面2線を有する地上駅である。木造駅舎を備える。八王子方面ホーム裏側に留置線がある。駅舎はホーム西側に設置されている。両ホームは跨線橋で連絡している。
以前は直営駅であり、管理駅として越生駅 - 竹沢駅間の各駅を管理していたが現在は高崎統括センター（高崎駅）管理の業務委託駅（JR東日本ステーションサービス受託）。簡易Suica改札機・自動券売機が設置されている。以前は入口左手にびゅうプラザも設置されていたが、1997年（平成9年）に閉鎖された。

### のりば
| 番線 | 路線    | 方向 | 行先                     | 備考                       |
| ---- | ------- | ---- | ------------------------ | -------------------------- |
| 1    | ■八高線 | 下り | 寄居・高崎方面           |                            |
| 2    | ■八高線 | 上り | 東飯能・拝島・八王子方面 | 八王子方面は高麗川駅で乗換 |

（出典：JR東日本:駅構内図）

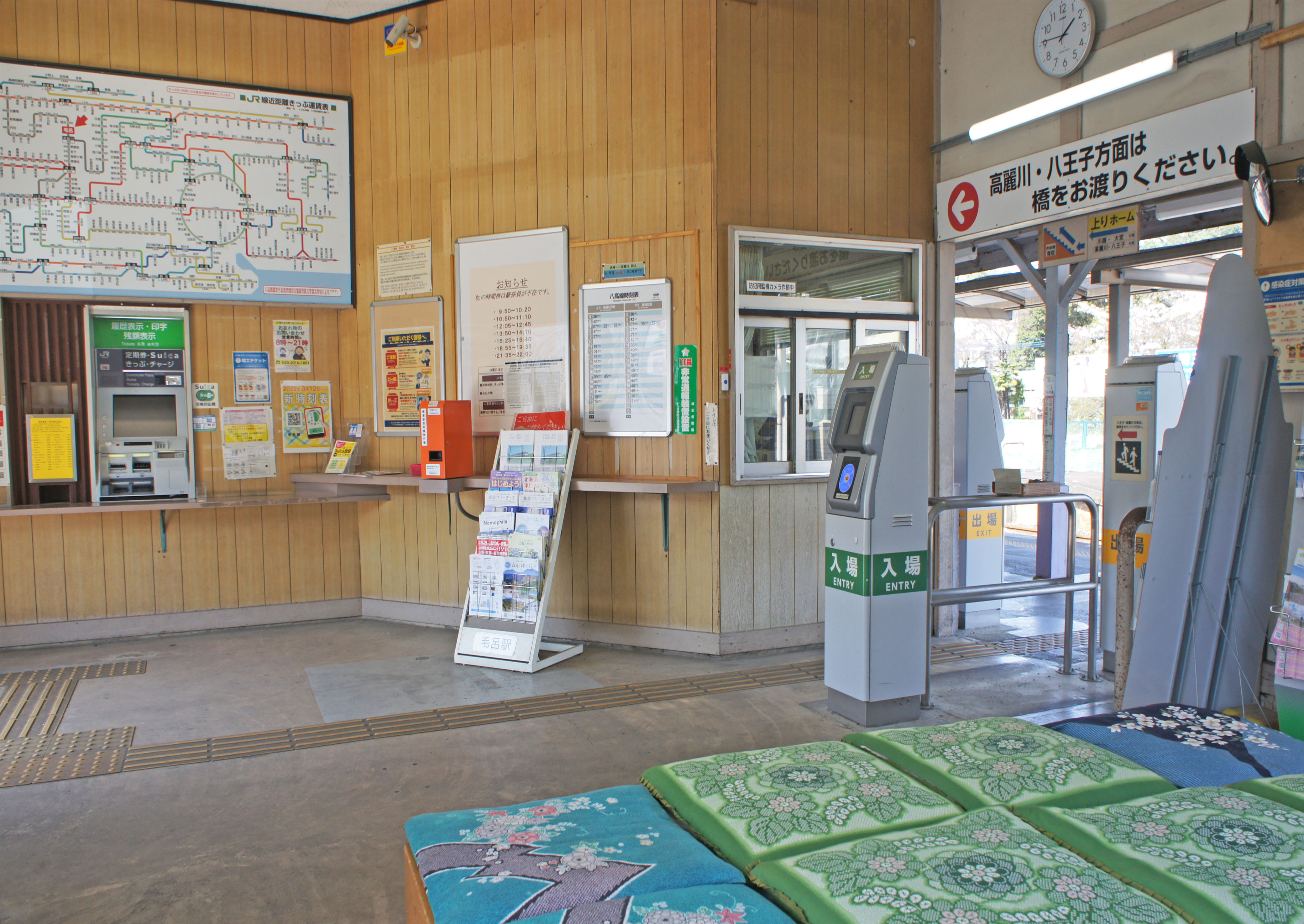
改札口（2022年4月）
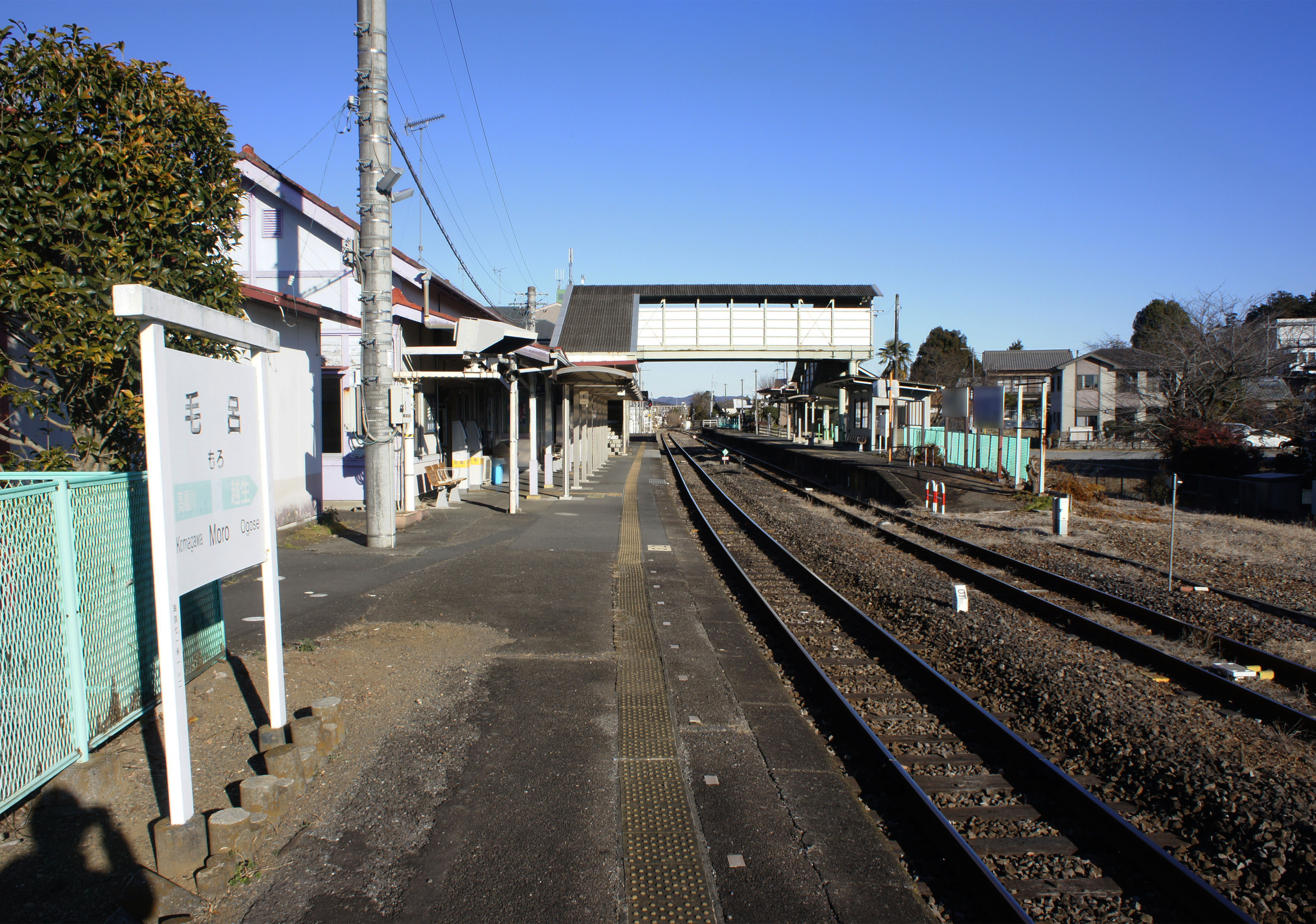
ホーム（2022年1月）

## 利用状況
2023年度（令和5年度）の1日平均乗車人員は698人である。
JR東日本および埼玉県統計年鑑によると、1990年度（平成2年度）以降の1日平均乗車人員の推移は以下の通り。
| 年度               | 1日平均 乗車人員 | 出典     |
| ------------------ | ---------------- | -------- |
| 1990年（平成02年） | 1,001            |          |
| 1991年（平成03年） | 1,022            |          |
| 1992年（平成04年） | 1,032            |          |
| 1993年（平成05年） | 1,065            |          |
| 1994年（平成06年） | 1,078            |          |
| 1995年（平成07年） | 1,022            |          |
| 1996年（平成08年） | 978              |          |
| 1997年（平成09年） | 957              |          |
| 1998年（平成10年） | 942              |          |
| 1999年（平成11年） | 937              | [ * 1 ]  |
| 2000年（平成12年） | 905              | [ * 2 ]  |
| 2001年（平成13年） | 923              | [ * 3 ]  |
| 2002年（平成14年） | 906              | [ * 4 ]  |
| 2003年（平成15年） | 896              | [ * 5 ]  |
| 2004年（平成16年） | 917              | [ * 6 ]  |
| 2005年（平成17年） | 918              | [ * 7 ]  |
| 2006年（平成18年） | 864              | [ * 8 ]  |
| 2007年（平成19年） | 811              | [ * 9 ]  |
| 2008年（平成20年） | 783              | [ * 10 ] |
| 2009年（平成21年） | 752              | [ * 11 ] |
| 2010年（平成22年） | 738              | [ * 12 ] |
| 2011年（平成23年） | 699              | [ * 13 ] |
| 2012年（平成24年） | 708              | [ * 14 ] |
| 2013年（平成25年） | 764              | [ * 15 ] |
| 2014年（平成26年） | 717              | [ * 16 ] |
| 2015年（平成27年） | 729              | [ * 17 ] |
| 2016年（平成28年） | 719              | [ * 18 ] |
| 2017年（平成29年） | 737              | [ * 19 ] |
| 2018年（平成30年） | 715              | [ * 20 ] |
| 2019年（令和元年） | 686              | [ * 21 ] |
| 2020年（令和02年） | 524              |          |
| 2021年（令和03年） | 612              |          |
| 2022年（令和04年） | 665              |          |
| 2023年（令和05年） | 698              |          |

## 駅周辺
- 東武越生線東毛呂駅：徒歩約15分。路線バスで約3分。
- 毛呂山町立図書館
- 埼玉医科大学毛呂山キャンパス
  - 埼玉医科大学病院
  - 埼玉医科大学内簡易郵便局
  - タリーズコーヒー
  - 大海軒 毛呂山店
- 埼玉医療福祉会看護学校
- 毛呂山町立毛呂山小学校
- 毛呂山町立毛呂山中学校
- 出雲伊波比（いずもいわい）神社
- 毛呂山町福祉会館
- 毛呂山町教育センター
- 御手洗池
- 埼玉県道186号毛呂停車場鎌北湖線
- 埼玉県道30号飯能寄居線
- 毛呂山町役場
- 毛呂山郵便局
- ロヂャース毛呂山店（閉店したライフ毛呂山店の建物に入居する形で2023年3月9日オープン[6]）

## バス路線
毛呂駅
- 川越観光自動車
  - 埼玉医大線：埼玉医大保健医療学部行

## コミュニティバス
毛呂駅教育センター
- もろバス
  - やぶさめ号山コース・ゆず号山コース：役場行

## 隣の駅
東日本旅客鉄道（JR東日本）
■八高線
高麗川駅 - 毛呂駅 - 越生駅

### 記事本文
1. 1 2 3 4 5  『週刊 JR全駅・全車両基地』 46号 甲府駅・奥多摩駅・勝沼ぶどう郷駅ほか79駅、朝日新聞出版〈週刊朝日百科〉、2013年7月7日、26頁。
2. 1 2 3 4  石野哲 編『停車場変遷大事典 国鉄・JR編 II』（初版）JTB、1998年10月1日、199-200頁。ISBN 978-4-533-02980-6。
3. ↑  「鉄道記録帳2002年2月」『RAIL FAN』第49巻第5号、鉄道友の会、2002年5月1日、24頁。
4. ↑  「JR年表」『JR気動車客車編成表 '02年版』ジェー・アール・アール、2002年7月1日、187頁。ISBN 4-88283-123-6。
5. ↑  “駅の情報（毛呂駅）：JR東日本”.   東日本旅客鉄道. 2019年2月16日時点のオリジナルよりアーカイブ。2019年2月16日閲覧。
6. ↑  ロヂャース毛呂山店オープン! 2023年3月11日閲覧。

### 利用状況
1. ↑  埼玉県統計年鑑 - 埼玉県
2. ↑  “その他(291KB)” (PDF). 平成30年版統計もろやま分野別閲覧.   毛呂山町. p. 51. 2019年5月5日時点のオリジナルよりアーカイブ。2019年7月11日閲覧。

JR東日本の2000年度以降の乗車人員
1. ↑  各駅の乗車人員（2000年度） - JR東日本
2. ↑  各駅の乗車人員（2001年度） - JR東日本
3. ↑  各駅の乗車人員（2002年度） - JR東日本
4. ↑  各駅の乗車人員（2003年度） - JR東日本
5. ↑  各駅の乗車人員（2004年度） - JR東日本
6. ↑  各駅の乗車人員（2005年度） - JR東日本
7. ↑  各駅の乗車人員（2006年度） - JR東日本
8. ↑  各駅の乗車人員（2007年度） - JR東日本
9. ↑  各駅の乗車人員（2008年度） - JR東日本
10. ↑  各駅の乗車人員（2009年度） - JR東日本
11. ↑  各駅の乗車人員（2010年度） - JR東日本
12. ↑  各駅の乗車人員（2011年度） - JR東日本
13. ↑  各駅の乗車人員（2012年度） - JR東日本
14. ↑  各駅の乗車人員（2013年度） - JR東日本
15. ↑  各駅の乗車人員（2014年度） - JR東日本
16. ↑  各駅の乗車人員（2015年度） - JR東日本
17. ↑  各駅の乗車人員（2016年度） - JR東日本
18. ↑  各駅の乗車人員（2017年度） - JR東日本
19. ↑  各駅の乗車人員（2018年度） - JR東日本
20. ↑  各駅の乗車人員（2019年度） - JR東日本
21. ↑  各駅の乗車人員（2020年度） - JR東日本
22. ↑  各駅の乗車人員（2021年度） - JR東日本
23. ↑  各駅の乗車人員（2022年度） - JR東日本
24. ↑  各駅の乗車人員（2023年度） - JR東日本

埼玉県統計年鑑
1. ↑  埼玉県統計年鑑（平成12年）
2. ↑  埼玉県統計年鑑（平成13年）
3. ↑  埼玉県統計年鑑（平成14年）
4. ↑  埼玉県統計年鑑（平成15年）
5. ↑  埼玉県統計年鑑（平成16年）
6. ↑  埼玉県統計年鑑（平成17年）
7. ↑  埼玉県統計年鑑（平成18年）
8. ↑  埼玉県統計年鑑（平成19年）
9. ↑  埼玉県統計年鑑（平成20年）
10. ↑  埼玉県統計年鑑（平成21年）
11. ↑  埼玉県統計年鑑（平成22年）
12. ↑  埼玉県統計年鑑（平成23年）
13. ↑  埼玉県統計年鑑（平成24年）
14. ↑  埼玉県統計年鑑（平成25年）
15. ↑  埼玉県統計年鑑（平成26年）
16. ↑  埼玉県統計年鑑（平成27年）
17. ↑  埼玉県統計年鑑（平成28年）
18. ↑  埼玉県統計年鑑（平成29年）
19. ↑  埼玉県統計年鑑（平成30年）
20. ↑  埼玉県統計年鑑（令和元年）
21. ↑  埼玉県統計年鑑（令和2年）